# Emerange
Emerange (lb. Éimereng, niem. Emeringen) – wieś (Uertschaft) w południowo-wschodnim Luksemburgu, w kantonie Remich, w gminie Schengen. Do 3 października 2015 miejscowość leżała w dystrykcie Grevenmacher, a do 31 grudnia 2011 należała do gminy Burmerange. Liczy 130 mieszkańców (31 grudnia 2022).  